# De Perstribune
De Perstribune is een media- en sportprogramma van Omroep MAX, dat sinds 5 september 2010 op NPO Radio 1 wordt uitgezonden.

## Opzet
Het eerste uur is een bekende (oud-)journalist, programmamaker of presentator te gast. Het tweede uur is dit een bekende (oud-)sporter, trainer of bestuurder uit de sportwereld. De presentatie is in handen van Margreet Reijntjes. 
Mediadeskundige Ron Vergouwen is sinds de start in 2010 wekelijks te horen in het programma met verschillende rubrieken en is sinds 2020 co-presentator.

## Geschiedenis
Van 2010 tot 1 januari 2016 werd het programma solo gepresenteerd door Govert van Brakel, vervolgens deed hij dat samen met Reijntjes. Op 26 augustus 2018 nam Van Brakel afscheid. Op 9 september 2018 werd zijn plaats ingenomen door Carrie ten Napel, die tot december 2019 naast Reijntjes presenteerde. Ten Napel werd in augustus 2020 formeel opgevolgd door Aashna Sewpersad, die echter na een paar uitzendingen al opstapte.

## Vaste rubrieken
- De Perskaart. De hoofdgast geeft kort antwoord op 10 uiteenlopende vragen over zijn leven en carrière.
- De Brief. De sportgast krijgt als verrassing een radiobrief van een oude bekende.
- De Mediaweek Awards. Mediadeskundige Ron Vergouwen overziet de televisie- en radioweek en kiest uiteindelijk het tv-moment van de week (in het eerste uur) en het radiomoment van de week (in het tweede uur). Ook komen er radiobloopers voorbij.

## Voormalige rubrieken
- Kassie Kijken. Mediadeskundige Ron Vergouwen geeft zijn blik op het televisie-aanbod van de afgelopen week (tot september 2018).
- De Vliegende Keep. Verslaggever Jules van der Wardt heeft een gesprek met een (oud-)sporter op een bijzondere locatie (tot januari 2018).
- Het medianieuws. De gast geeft commentaar op een selectie van het medianieuws van de afgelopen week.
- De Mediaweek. Een kijkje achter de schermen van de mediaweek met iemand die die week in de belangstelling stond, tot december 2016.
- Max Antwoordapparaat. Luisteraars kunnen hun vragen, klachten en loftuitingen over de media inspreken op een antwoordapparaat. De laatste boodschap wordt uitgediept in een vraaggesprek met een betrokkene.
- Het Bloed, Zweet en Tranen Museum. De sportgast neemt een dierbaar voorwerp mee dat zijn of haar strijd naar de overwinning symboliseert.
- De Media Archieven. Mediadeskundige Ron Vergouwen zet een actueel thema uit het medianieuws in historisch perspectief.

## Radiomoment van het jaar
Sinds 2019 wordt jaarlijks eind december in een speciale uitzending van De Perstribune onder leiding van Ron Vergouwen en in samenwerking met een brede jury uit de radiowereld de prijs voor Radiomoment van het jaar uitgereikt.